# Okudlicowate
Okudlicowate (Sisyridae) – nieliczna w gatunki rodzina małych owadów z rzędu sieciarek (Neuroptera). Obejmuje około 50 współcześnie żyjących gatunków rozprzestrzenionych po całym świecie, związanych ze środowiskiem wodnym. Jest taksonem siostrzanym dla bielotkowatych (Coniopterygidae). Typem nomenklatorycznym rodziny jest rodzaj Sisyra.
W zapisie kopalnym są znane, prawdopodobnie, od kredy. Opublikowany opis †Paleosisyra eocenica pochodzi z eocenu Francji.

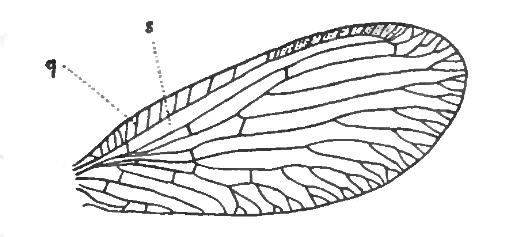
Skrzydło Sisyra nigra, syn. Sisyra fuscata

Gatunki zaliczane do tej rodziny mają jednolite, brązowoczarne ubarwienie, duże, półkoliste oczy oraz długie i nitkowate czułki. Użyłkowanie skrzydła jest podobne do Nevrorthidae.
Samice składają osłonięte oprzędem jaja na roślinach nadwodnych, tak by wyklute larwy mogły wpadać bezpośrednio do wody. 
Początkowo uważano, że okudlicowate są organizmami pierwotnie wodnymi. Analizy kladystyczne i morfologiczne sugerują jednak, że ich przodek prowadził naziemny tryb życia, a larwy okudlicowatych wtórnie przystosowały się do środowiska wodnego. Larwy pierwszego stadium nie mają skrzelotchawek. Ich żywicielami są gąbki i mszywioły. Skrzelotchawki wykształcają się dopiero w drugim i trzecim stadium larwalnym.  
Imagines żywią się nektarem, pyłkiem, mszycami i roztoczami.

## Rodzaje
Współcześnie żyjące gatunki zgrupowano w 5 rodzajach. W nawiasie podano zasięgi ich występowania.
- Climacia (nearktyczne i neotropikalne),
- Sisyra (kosmopolityczne),
- Sisyrella (Japonia),
- Sisyrina (Indie),
- Sisyborina (tropikalna Afryka).

W Polsce występują 3 gatunki z rodzaju Sisyra.